# Trần Hưng Đạo (generaal)
Trần Hưng Đạo (陳興道; 1228–1300), echte naam Trần Quốc Tuấn (陳國峻), ook wel bekend als Grand Prince Hưng Đạo (Hưng Đạo Đại Vương – 興道大王), was een Vietnamese koninklijke prins, staatsman en militaire commandant van de strijdkrachten van Đại Việt tijdens de Trần-dynastie. Na zijn dood werd hij door het volk als een heilige beschouwd en vergoddelijkt en kreeg hij de naam Đức Thánh Trần (德聖陳) of Cửu Thiên Vũ Đế (九天武帝). Trần Hưng Đạo voerde het bevel over de Vietnamese legers die eind 13e eeuw twee van de drie grote Mongoolse invasies afweerden. Zijn meerdere overwinningen op de Yuan-dynastie onder Kublai Khan worden beschouwd als een van de grootste militaire prestaties in de Vietnamese geschiedenis.

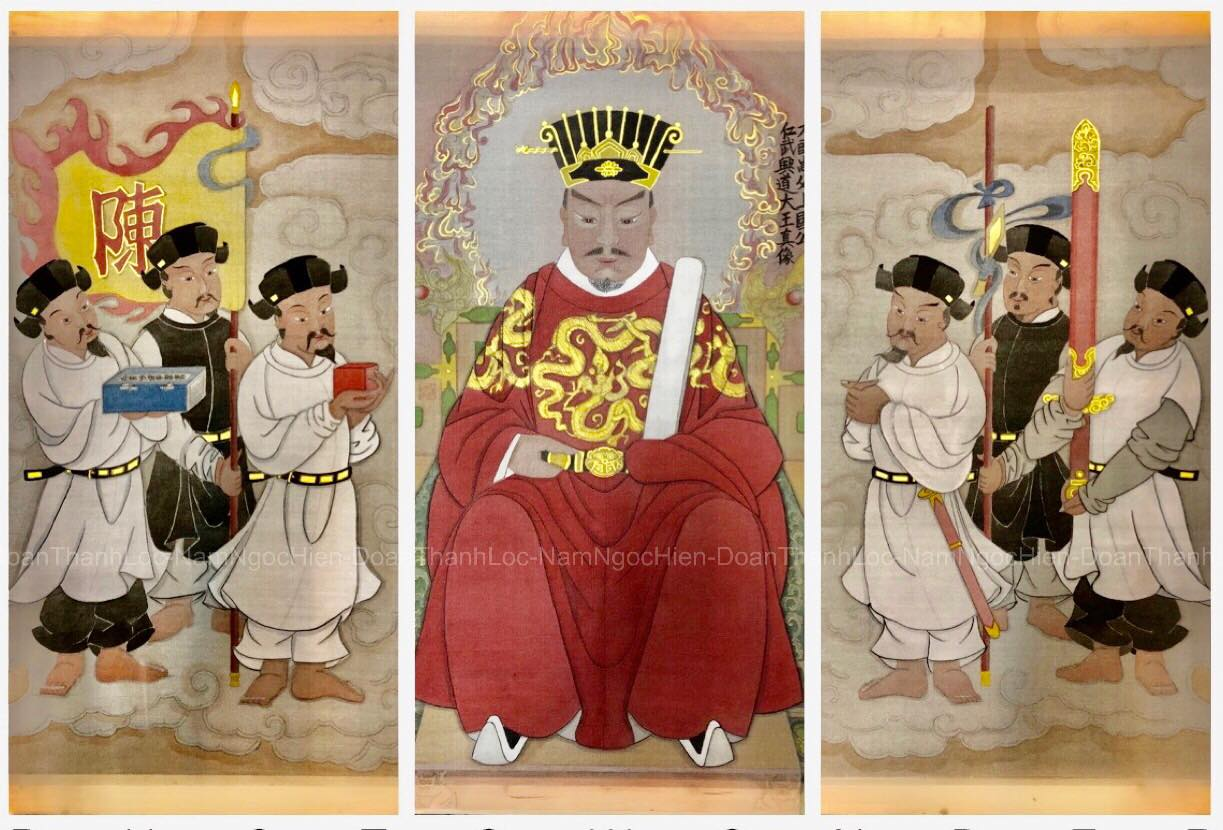
De drie aquarellen tonen Thánh Trần (Đức Thánh Hưng Đạo) en zijn zes generaals

## Persoonlijkheid
Trần Hưng Đạo werd geboren als Trần Quốc Tuấn in 1228, als zoon van prins Trần Liễu, de oudere broer van keizer Trần Thái Tông, nadat de Trần-dynastie de Lý-dynastie in 1225 na Christus had vervangen. Later werd Trần Liễu (de zwager van keizerin Lý Chiêu Hoàng) gedwongen zijn eigen vrouw (prinses Thuận Thiên) uit te stellen aan zijn jongere broer, keizer Thái Tông, onder druk van keizerlijke regent Trần Thủ Độ om de dynastieke stabiliteit van de Trần-clan te versterken. De broers Trần Liễu en keizer Trần Thái Tông koesterden wrok tegen hun oom Trần Thủ Độ vanwege de gedwongen huwelijksregeling.
Trần Quốc Tuấn, zijn vader Trần Liễu en keizer Trần Thái Tông hadden een zeer nauwe relatie. Liễu zou geweldige leraren vinden om zijn zoon, Trần Quốc Tuấn, les te geven, in de hoop ooit een groot leider van Đại Việt te worden en zijn familie-eer te herwinnen. Op zijn sterfbed zei Liễu tegen zijn zoon dat hij zich moest wreken voor wat volgens hem persoonlijke schaamte was die hem en zijn broer, Trần Thái Tông, werd opgedrongen door de keizerlijke regent Trần Thủ Độ.

## Eerste Mongoolse invasie
Tijdens de eerste Mongoolse invasie van Vietnam in 1258 diende Trần Hưng Đạo als officier die het bevel voerde over troepen aan de grens.

## Tweede Mongoolse invasie
In 1278 stierf Trần Thái Tông. Koning Trần Thánh Tông ging met pensioen en maakte kroonprins Trần Khâm (Trần Nhân Tông) tot zijn opvolger. Kublai stuurde een missie onder leiding van Chai Chun naar Đại Việt en drong er nogmaals bij de nieuwe koning op aan persoonlijk naar China te komen, maar de koning weigerde. De Yuan weigerden hem toen als koning te erkennen en probeerden een Vietnamese overloper als koning van Đại Việt te plaatsen. Gefrustreerd door de mislukte diplomatieke missies drongen veel Yuan-functionarissen er bij Kublai op aan een strafexpeditie naar Đại Việt te sturen. In 1283 stuurde Khublai Khan Ariq Qaya naar Đại Việt met een keizerlijk verzoek aan Đại Việt om Champa te helpen aanvallen via Vietnamees grondgebied, en met eisen voor proviand en andere steun voor het Yuan-leger, maar de koning weigerde.
In januari 1285 leidde prins Toghan de Mongoolse invasie van Đại Việt. Trần Hưng Đạo was de generaal van de gecombineerde land- en zeestrijdkrachten van Đại Việt, die op de vlucht werd geslagen door de belangrijkste Mongoolse landmacht en zich terugtrok naar de hoofdstad Thăng Long. Na te hebben gehoord over de opeenvolgende nederlagen, reisde keizer Trần Nhân Tông per kleine boot om Trần Hưng Đạo in Quảng Ninh te ontmoeten en hem te vragen of Đại Việt zich moest overgeven. Trần Hưng Đạo verzette zich en vroeg om de hulp van de privélegers van de Trần-prinsen. Begin 1285 boden Trần-gezanten vredesvoorwaarden aan de Mongolen aan. Toghan en zijn plaatsvervanger Omar Batur weigerden, namen de strijd aan met de troepen van Trần Hưng Đạo in de strijd aan de oevers van de Rode Rivier en veroverden met succes Thăng Long. Trần Hưng Đạo begeleidde de Trần-royalty naar hun paleis in Thiên Trường in Nam Định.
De Mongoolse strijdkrachten onder Sodu, plaatsvervanger van Toghan, bleven verder naar het zuiden trekken en installeerden de overgelopen prins Trần Ích Tắc als de nieuwe koning van Annam. De Trần-troepen lieten hun troepen omsingelen door het Yuan-leger terwijl hun keizers langs de kust naar Thanh Hóa vluchtten. Terwijl de gevechten in Champa heviger werden, gaf Toghan Sodu de opdracht terug te keren naar Champa met het warme weer en de ziekte in Đại Việt als officiële reden. Tijdens deze terugtocht behaalden de troepen van Trần Hưng Đạo grote overwinningen op de Rode Rivier, resulterend in de dood van Sodu en de terugtrekking van Omar Batur naar China. Đại Việt-troepen heroverden Thăng Long en Toghan keerde met grote verliezen terug naar China.

## Derde Mongoolse invasie
In 1287 stuurde Kublai Khan dit keer een van zijn favoriete zonen, prins Toghan, om een nieuwe invasiecampagne naar Đại Việt te leiden met de vastberadenheid om de vorige nederlaag te bezetten en goed te maken. De Mongoolse en Chinese strijdkrachten van Yuan vormden een nog grotere infanterie-, cavalerie- en marinevloot met een totale sterkte die volgens de Mongolen op 120.000 man wordt geschat en volgens de Vietnamezen op 500.000 man. juist omdat ze de precisie nodig hebben om voedsel te bereiden].

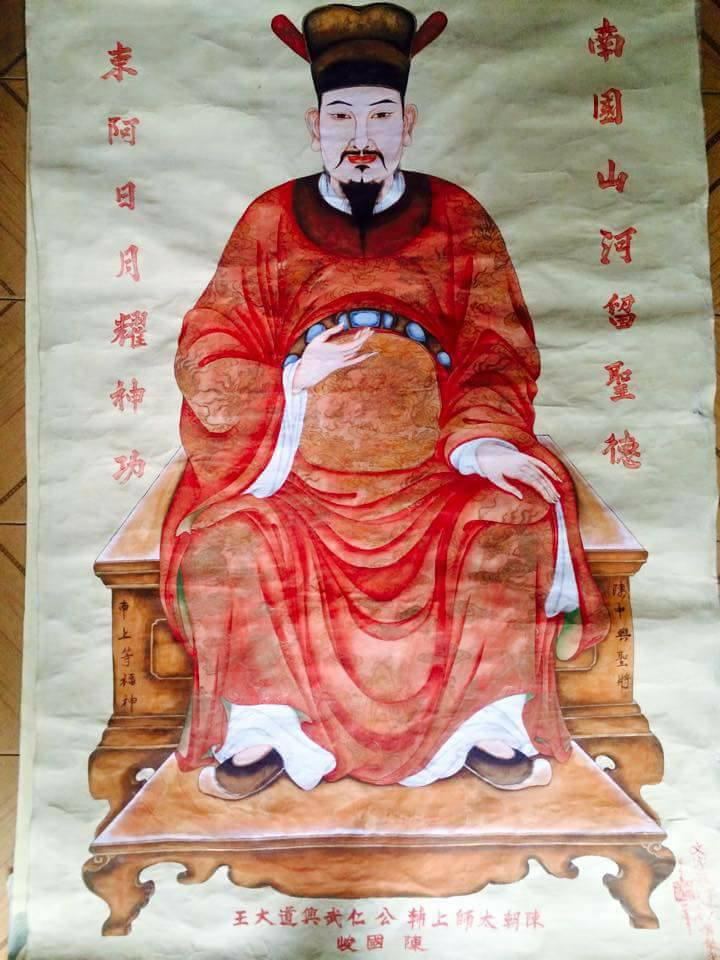
Schilderij van Trần Hưng Đạo (1228–1300) in de Nguyễn-dynastie

Tijdens de eerste fase van de invasie versloegen de Mongolen snel de meeste Đại Việt-troepen die langs de grens waren gestationeerd. De marinevloot van prins Toghan verwoestte het grootste deel van de zeemacht van generaal Trần Khánh Dư in Vân Đồn. Tegelijkertijd leidde prins Ariq-Qaya zijn enorme cavalerie en veroverde de garnizoenen van Phú Lương en Đại Than, twee strategische militaire posten die grenzen aan Đại Việt en China. De cavalerie ontmoette later de marine van prins Toghan in Vân Đồn. Als reactie op de nederlagen in de strijd door de Mongoolse strijdkrachten, riep emeritus-keizer Trần Thánh Tông generaal Trần Khánh Dư op voor de krijgsraad wegens militaire mislukkingen, maar de generaal slaagde erin de rapportage aan de rechtbank uit te stellen en kon zich hergroeperen. zijn troepen in Vân Đồn. De cavalerie en de vloot van Prins Toghan bleven oprukken naar de keizerlijke hoofdstad Thăng Long. Ondertussen werd de achtervolgende bevoorradingsvloot van Prins Toghan, die in Vân Đồn arriveerde een paar dagen nadat generaal Trần Khánh Dư dit strategische garnizoen al had bezet, de Mongoolse bevoorradingsvloot in een hinderlaag gelokt en gevangen genomen door de troepen van generaal Trần Khánh Dư. Khánh Dư kreeg vervolgens gratie van emeritus-keizer. Het Mongoolse belangrijkste bezettingsleger realiseerde zich al snel dat hun steun- en bevoorradingsvloot was afgesneden.
De verovering van de Mongoolse bevoorradingsvloot bij Vân Đồn, samen met het overeenstemmende nieuws dat generaal Trần Hưng Đạo het Đại Than-garnizoen in het noorden had heroverd, zorgden ervoor dat de snel oprukkende Mongoolse troepen in chaos terechtkwamen. De Đại Việt-troepen ontketenden een guerrillaoorlog tegen de verzwakte Mongoolse strijdkrachten, waarbij de Yuan-troepen zware verliezen en vernietigingen veroorzaakten. De Mongolen bleven echter oprukken naar Thăng Long vanwege hun enorme cavaleriesterkte, maar tegen die tijd besloot de keizer Thăng Long te verlaten om te vluchten en hij gaf opdracht om de hoofdstad af te branden, zodat de Mongolen geen oorlogsbuit zouden verzamelen. De daaropvolgende schermutselingen tussen de Mongolen en Đại Việt hadden gemengde resultaten: de Mongolen wonnen en veroverden de provincies Yên Hưng en Long Hưng, maar verloren in de zeeslagen bij Đại Bàng. Uiteindelijk besloot prins Toghan zijn marinevloot terug te trekken en zijn bevel te consolideren in landgevechten waarbij hij voelde dat de superieure cavalerie van de Mongool de infanterie- en cavalerietroepen van Đại Việt zou verslaan. Toghan leidde de cavalerie door Nội Bàng, terwijl zijn vlootcommandant, Omar, tegelijkertijd de zeemacht rechtstreeks langs de rivier de Bạch Đằng lanceerde.

### De slag om de rivier de Bạch Đằng
De Mongoolse marinevloot was zich niet bewust van het terrein van de rivier. Dagen voor deze expeditie voorspelde de prins van Hưng Đạo de zeeroute van de Mongool en zette snel zware, onconventionele vallen van houten palen met stalen punten in, die tijdens vloed onzichtbaar waren langs de rivierbedding van de Bạch Đằng. Toen Omar de Mongoolse vloot beval zich terug te trekken uit de rivier, zette de Viet kleinere en beter manoeuvreerbare schepen in om de Mongoolse schepen in beroering te brengen en naar de rivieroever te lokken waar de boobytraps lagen te wachten terwijl het nog steeds hoogwater was. Toen het riviertij op de rivier de Bạch Đằng zich terugtrok, kwamen de Mongoolse schepen vast te zitten en tot zinken te worden gebracht door de ingebedde palen met stalen punten. Onder de aanwezigheid van keizer emeritus Thánh Tông en keizer Nhân Tông verbrandden de Viet-troepen onder leiding van de Prins van Hưng Đạo naar schatting 400 grote Mongoolse schepen en namen de resterende marinebemanning langs de rivier gevangen. De gehele Mongoolse vloot werd vernietigd en de Mongoolse vlootadmiraal Omar werd gevangengenomen.
De cavaleriemacht van Prins Toghan had meer geluk. Ze werden in een hinderlaag gelokt door generaal Phạm Ngũ Lão langs de weg door Nội Bàng, maar zijn overgebleven strijdmacht slaagde erin terug te ontsnappen naar China door hun troepen in kleinere terugtrekkende groepen te verdelen, maar de meesten werden gevangengenomen of gedood tijdens schermutselingen op de terugweg naar de grensgrens. resulterend in het verlies van de helft van het resterende leger.

## Dood

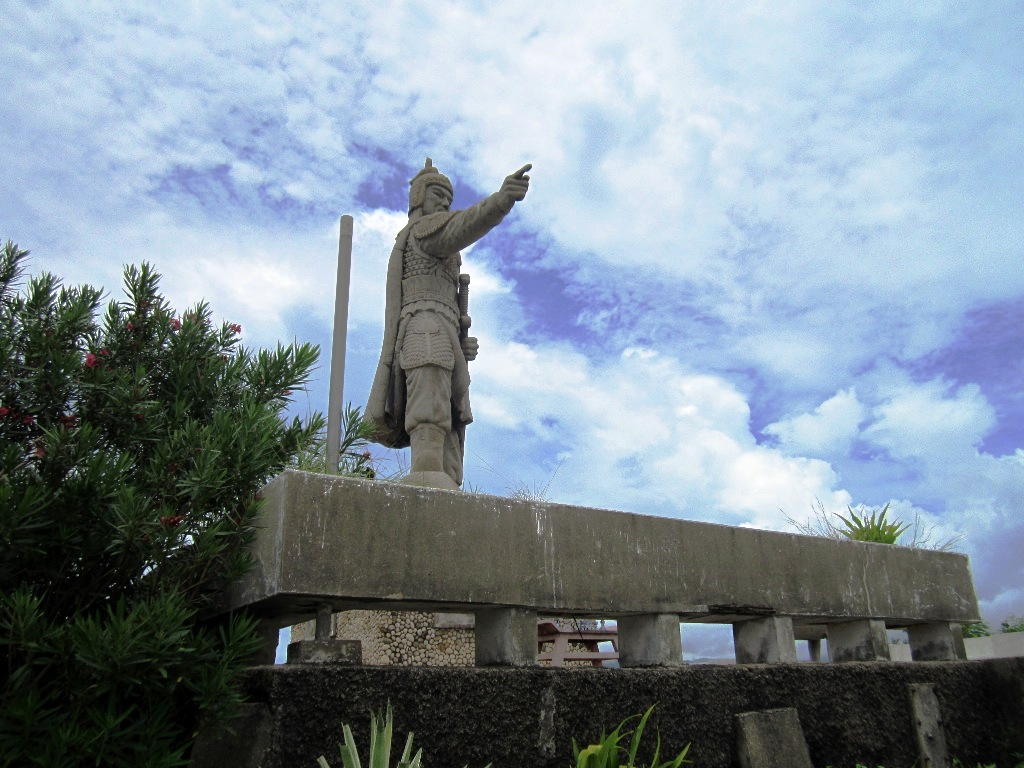
Standbeeld van Trần Hưng Đạo in Quy Nhơn

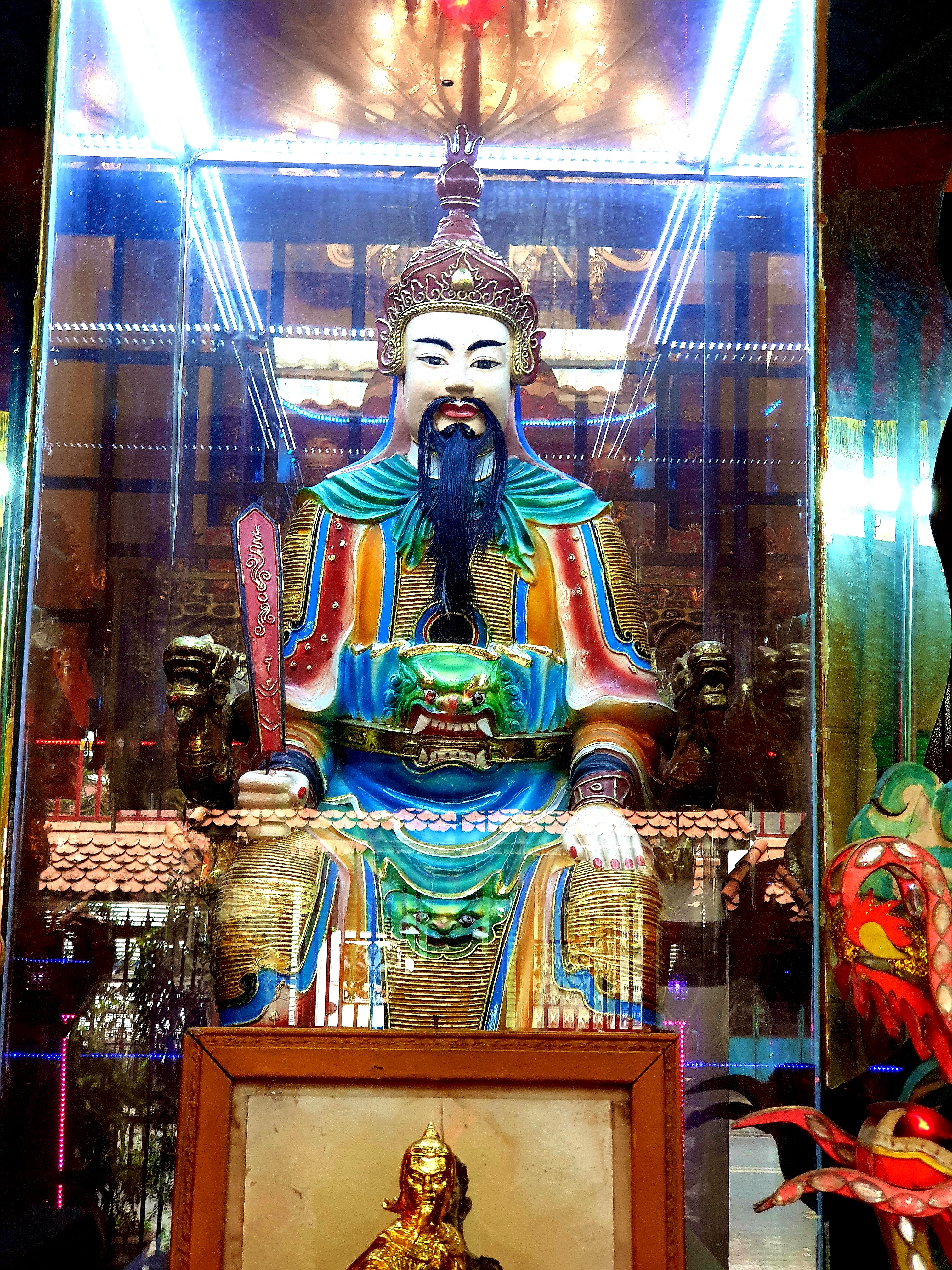
Standbeeld van Trần Hưng Đạo in een tempel, Hồ Chí Minh-stad

In 1300 na Christus werd hij ziek en stierf een natuurlijke dood op 73-jarige leeftijd. Zijn lichaam werd gecremeerd en zijn as werd verspreid onder zijn favoriete eik die hij overeenkomstig zijn testament op het landgoed van de koninklijke familie bij Thăng Long had geplant. Het Việt-volk was van plan hem na zijn dood te begraven in een weelderig koninklijk mausoleum en een officiële ceremonie, maar hij weigerde ten gunste van een simplistische privéceremonie. Vanwege zijn militaire genialiteit bij het verdedigen van Đại Việt tijdens zijn leven, verleende de keizer Trần Hưng Đạo postuum de titel van Hưng Đạo Đại Vương (grootvorst Hưng Đạo).

## Familie
- Vader: Prins Trần Liễu
- Moeder: Dame Thiện Đạo
- Echtgenoot: Prinses Thiên Thành
- Kinderen:

1. Trần Quốc Nghiễn
2. Trần Quốc Hiện
3. Trần Quốc Tảng
4. Trần Quốc Uy
5. Trần Thị Trinh
6. Keizerin Tuyên Từ
7. Prinses Anh Nguyên, echtgenote van generaal Phạm Ngũ Lão

## Nalatenschap

### Plaatsnamen
De meeste steden en dorpen in Vietnam hebben centrale straten, wijken en scholen naar hem vernoemd.
- De Tran Hung Dao-straat in Hanoi (voorheen Boulevard Gambetta tijdens de Franse Indochina-tijd) is een belangrijke weg in het zuiden van het district Hoan Kiem. Het verbindt de Eerste Ringweg van de stad (oorspronkelijk Route Circulaire) met de centrale hal van het Centraal Station.
- De Tran Hung Dao-weg in Hai Phong loopt langs het centrale parkplein en verbindt het Haiphong Opera House en de Cấm-rivier.
- De Tran Hung Dao-weg in Da Nang is een boulevard aan het water aan de oostelijke kant van de rivier de Hàn.
- De Tran Hung Dao-weg in Ho Chi Minh-stad is een doorgaande weg van Chinatown. Het herbergt ook het hoofdkwartier van de stadspolitie en brandweer. Een standbeeld ter ere van hem wordt op een groot plein in het centrum van de stad geplaatst.
- Een standbeeld in Westminster, CA is aan hem opgedragen, waarbij de weg Bolsa Avenue een alternatieve naam heeft gekregen "Đại Lộ Trần Hưng Đạo", wat zich vertaalt naar "Trần Hưng Đạo Boulevard".

### Heiligdommen

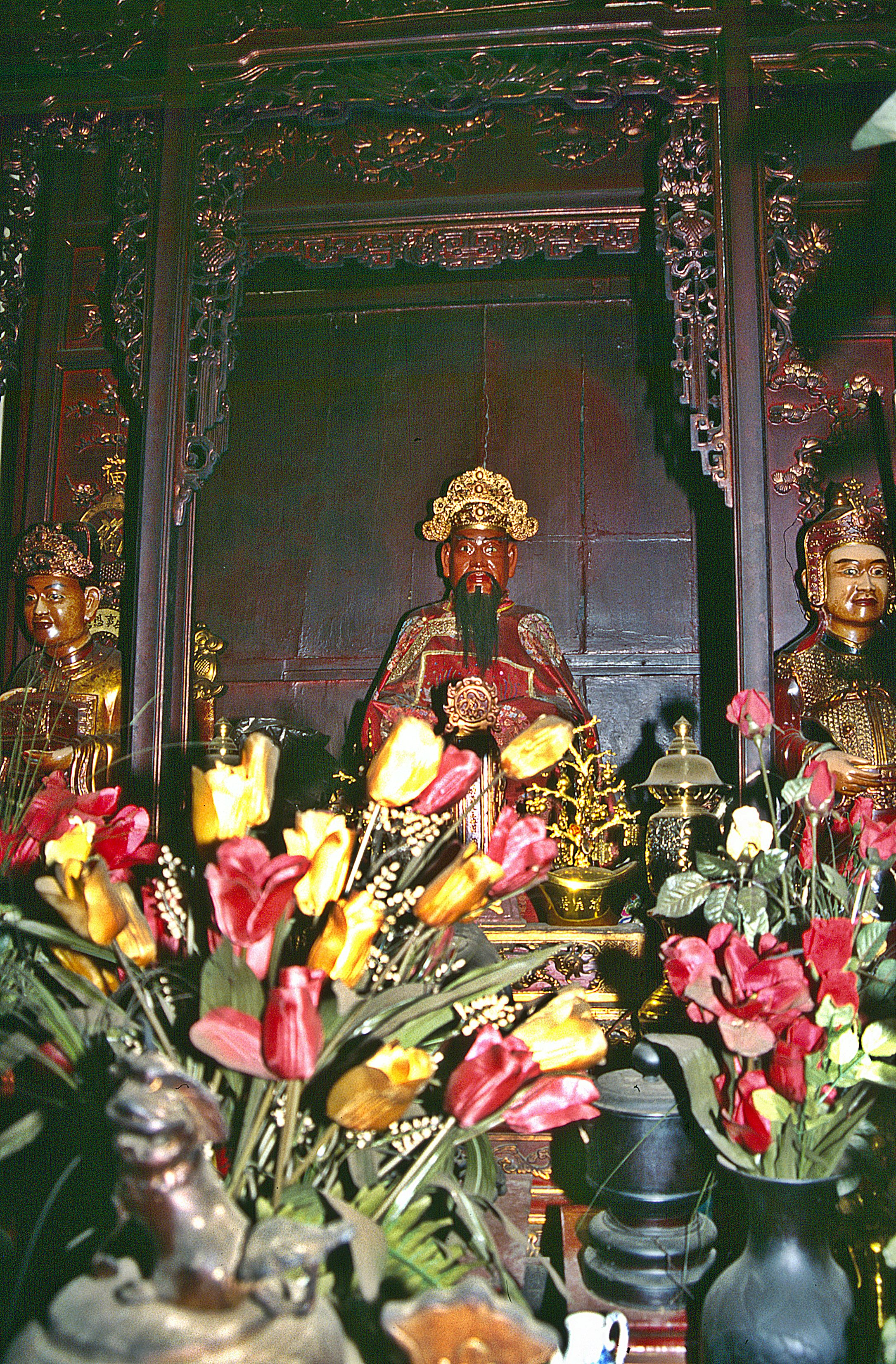
Het standbeeld van Đức Thánh Trần in Jade Mountain

Hij wordt door het Vietnamese volk vereerd als een nationale held. Verschillende heiligdommen zijn aan hem gewijd, en zelfs religieus geloof en mediumschap omvatten het geloof in hem als een god, Đức Thánh Trần (Tín ngưỡng Đức Thánh Trần).

### Ander
De Tran Hung Dao, een fregat van de Gepard-klasse dat in 2018 in gebruik werd genomen voor de Vietnamese Volksmarine, is naar hem vernoemd.